# 그린존 드라이브 모드
그린존 드라이브 모드(영어: Green Zone Drive Mode)는 하이브리드 차량에 적용되는 친환경 기술이다.

## 상세
그린존 드라이브 모드는 주거밀집지역, 학교, 어린이 보호구역 등에 진입 시 차량 스스로 엔진을 끄고 구동모터로만 주행한다. 내비게이션 정보, 전방 카메라로 인식한 표지판 정보, 운전자 주행 패턴 등 다양한 데이터를 바탕으로 하이브리드 시스템을 제어해 EV 주행 활용을 극대화한다.
그린존 진입 시 클러스터에 그린존 아이콘을 띄워 운전자에게 알리며, 주행 시간 및 거리를 최대한 유지할 수 있도록 하이브리드 컨트롤 유닛이 엔진과 구동모터를 제어한다.

## 적용
2022년 1월 25일, 기아 니로(디 올 뉴 니로) 출시와 함께 그린존 드라이브 모드 2세대가 적용됐다.

## 같이 보기
- 현대자동차그룹
- 기아 니로
- 운전